# Lasse-Majas detektivbyrå – Skorpionens gåta
Lasse-Majas detektivbyrå – Skorpionens gåta (stiliserat LasseMajas detektivbyrå – Skorpionens gåta) är en svensk familjefilm från 2022. Filmen är regisserad av Tina Mackic, med manus skrivet av Henrik Engström och Mattias Grosin. Den är baserad på böckerna om Lasse-Majas detektivbyrå, som är skrivna av Martin Widmark och illustrerade av Helena Willis. Lasse spelas av Nils Kendle och Maja spelas av Polly Stjärne.
Filmen hade biopremiär i Sverige den 28 oktober 2022, utgiven av SF Studios.

## Handling
Lasse och Maja ställs inför ett nytt fall, ett av deras svåraste hittills. För att kunna lösa fallet blir de tvungna att slå ihop sig med Lillie Ragnarsson, en pensionerad mästertjuv.

## Rollista
- Nils Kendle – Lasse
- Polly Stjärne – Maja
- Henrik Hjelt – polismästaren
- Suzanne Reuter – Lillie Ragnarsson
- Carlos Romero Cruz - Ramon Persson
- Furat Jari – vårdbiträde

## Produktion
Filmen är producerad av Jonathan Ridings på SF Studios Production AB i samproduktion av Film i Väst och SVT.
Henrik Hjelt ersätter Tomas Norström i rollen som polismästaren då Norström gick bort oktober 2021 i sviterna av cancer. Filmen tillägnas också Norströms minne.
Inspelningen av filmen startade den 10 maj 2021 i trakterna kring Alingsås och Göteborg.